# Янніс Константеліас
Янніс Константеліас (грец. Γιάννης Κωνσταντέλιας; нар. 5 березня 2003, Волос, Греція) — грецький футболіст, атакувальний півзахисник клубу ПАОК та національної збірної Греції.

## Ігрова кар'єра

### Клубна
Янніс Константеліас починав займатися футболом у рідному місті Волос. У 2013 році він приєднався до академії клубу ПАОК. Починав грати як чистий нападник але згодом почав зміщуватися ближче до центру поля або на фланги.
З другої половини сезону 2020/21 Константеліаса почали залучпти до матчів першої команди. І першу гру в основі він провів 17 січня проти ОФІ. До кінця того сезону футболіст провів в основі три поєдинки. У січні 2022 року для набору ігрової практки футболіст був відправлений в оренду до кінця сезону у клуб чемпіонату Бельгії «Ейпен». І в той же день ПАОК підписав з півзахисником новий контракт до літа 2026 року.

### Збірна
У березні 2023 року Янніс Константеліас отримав виклик до національної збірної Греції на матчі відбору до Євро - 2024 і 24 березня у матчі проти Гібралтару Константеліас дебютував у першій команді країни.

## Досягнення
ПАОК
 Переможець Кубка Греції: 2020/21